# Madarász Dóra
Madarász Dóra Csilla (Kecskemét, 1993. szeptember 3. –) magyar asztaliteniszező, olimpikon.

## Sportpályafutása
A Kecskeméti Spartacusban kezdett asztaliteniszezni. 2006-ban bronzérmes volt csapatban a serdülő Eb-n. A 2007-es serdülő Eb-n második volt csapatban. 2007. évi nyári európai ifjúsági olimpiai fesztiválon párosban (Ambrus Krisztina) arany-, egyéniben bronzérmes volt. 2008 januárjában második lett az európai serdülő Top 10 versenyen. A serdülő Eb-n párosban és vegyes párosban lett harmadik. Az ifjúsági világbajnokságon párosban (Ambrus) a 16-ig jutott. A 2009-es ifi Eb-n vegyes párosban (Kosiba Dániel) első, csapatban második, egyesben és párosban (Ambrus) második volt.
A 2009-es felnőtt Eb-n csapatban 12. volt. Egyéniben az első fordulóban, párosban (Gasnier, francia) a 32 között esett ki. Az ifjúsági világbajnokságon második volt vegyes párosban (Kosiba). Év közben a Kecskeméti TE versenyzője lett. A 2010-es ifi Eb-n egyesben második, párosban harmadik volt. Az ifi vb a 16-ig jutott a párosszámokban. 2011 januárjában második lett az európai ifjúsági Top 10 versenyen. 2011 áprilisában bekerült a legjobb 100 közé a világranglistán. Az ifi Eb-n vegyes párosban (Lakatos Tamás) második, egyesben és párosban (Brit Eerland, holland) harmadik lett. A felnőtt Eb-n csapatban bronzérmes lett. Egyesben a 64, párosban (Iulia Necula) a 32 között szenvedett vereséget. Az ifi vb-n egyesben a 16-ig, a két párosban a 32-ig jutott. 
2012-ben a Budaörshöz igazolt. A 2012-es Eb-n párosban (Eerland) harmadik lett, egyesben a 32-ben esett ki. 2013-ban a BL döntőjéig jutott a klubjával. A világbajnokságon egyesben a 64, párosban (Kosiba) a 32 között búcsúzott. Az Európa-bajnokságon csapatban ötödik lett. Egyesben a 64 párosban (Eerland) a 32 között fejezte be a versenyt. Decemberben magyar Top 12 versenyt nyert. A 2014-es csapat-világbajnokságon 13. volt. Ebben az évben az osztrák SVNÖ Ströck játékosa lett. A csapat-Európa-bajnokságon ötödik helyezést ért el. A 2015-ös vb-n mandulaműtétje miatt nem indulhatott. A 2015. évi Európa játékokon csapatban az első, egyesben a második fordulóban esett ki. Az Európa-bajnokságon csapatban a 10. helyen végzett. Egyesben a 64, párosban (Pergel Szandra) a 16-ig jutott. 2015-ben a Szekszárd AC-hez igazolt. A 2016-os csapat-világbajnokságon 13. helyezett volt. Az olimpia selejtezőre nem nevezte a kapitány. Az Európa-bajnokságon Pergellel párosban bronzérmes volt. Egyesben a 64 között kikapott. Az Eb érmes páros bejutott World Tour döntőjébe, ahol az első fordulóban vereséget szenvedtek.
2017-ben az egyéni ob-n mind a három versenyszámot megnyerte.A világbajnokságon egyesben a 64-ig, párosban (Pergel) a 16-ig, vegyes párosban (Ecseki Nándor) a 32-ig jutott. A csapat-Európa-bajnokságon ötödik volt. A 2018-as csapat-világbajnokságon 15. helyezést ért el. Az Európa-bajnokságon egyesben a 64, párosban (Pergel) a 16 között fejezte be a versenyt. A 2019-es világbajnokságon egyesben a 32, párosban (Pergel) a 16, vegyes párosban (Ecseki) a 64 között búcsúzott. A csapat-Európa-bajnokságon bronzérmes volt. A 2019. évi Európa játékokon csapatban negyedik lett. 2019-ben a francia Lys Lille Metropole játékosa lett. 2020 januárjában tagja volt a csapatban olimpiai indulási jogot szerző válogatottnak. Februárban indult az európai Top 16 versenyen, de az első körben kiesett.
A 2021-es Európa-bajnokságon bal combhajlító problémái miatt nem indult.
A 2021-22-es szezontól a Bp. Erdért és kettős igazolással a spanyol Cartagena játékosa lett. A tokiói olimpián egyéniben már az első körben kikapott a nigériai Offion Edemtől és kiesett. A csapatversenyben Japán az első fordulóban 3-0-s eredménnyel ejtette ki a magyar csapatot, Madarász Ito Mimától kapott ki három szettben.
2022 áprilisában a Cartagenával Európa-kupát nyert, majd a spanyol csapatbajnokságban második lett.
A párizsi olimpián egyéniben nem indult, vegyes párosban Ecseki Nándorral a hongkongi párostól kapott ki 4-1 arányban. Az olimpia után lemondta a válogatott szereplést.

## Eredményei
- Eb bronzérmes  páros, 2012, 2016; csapat, 2011, 2019
- magyar bajnok: egyes (2014, 2017, 2018); páros (2014, 2015, 2017, 2018); vegyes páros (2013, 2017)
- magyar Top 12 győztes: 2013, 2015

## Díjai, elismerései
- Az év magyar asztaliteniszezője (2020,[23] 2023[24])